# Billundbanen
Billundbanen var en foreslået jernbane, der tænktes mellem Billund og Vejle. Banen skulle komme til at betjene Vestdanmarks lufthavn i Billund. Epinion har i Region Syddanmark og Region Midtjylland målt en markant opbakning til banebetjening af Billund Lufthavn.
Den 13. maj 2014 blev partierne Socialdemokraterne, Radikale Venstre, Dansk Folkeparti og SF - Socialistisk Folkeparti enige om at afsætte ca. 734 mio. kr. til den nye bane. En senere plan afsatte 926 mio. kr og angiver projektstart til 2023.
I 2021 blev Billundbanen droppet af regeringen.

## VVM-undersøgte linjeføringer
Banedanmark har færdiggjort undersøgelser af tre linjeføringer for en jernbane til Billund.
1. En nordlig linje fra Jelling over Billund Lufthavn til Legoland
2. En sydlig linje fra Jelling over Billund Lufthavn til Legoland.
3. En linje fra Gadbjerg over Billund Lufthavn til Legoland.

Banedanmark vurderer, at der er fordele og ulemper knyttet til hver linjeføring. Det vil være en samlet afvejning af hensyn der afgør valget af linjeføring.

## Kritik af Banedanmarks undersøgelse
I medierne har der været massiv kritik af Banedanmarks løsningsforslag. F.eks. skal der skiftes tog i Vejle og i Jelling/Gadbjerg. Desuden bliver Vejle-Struer der betjener Nordvestjylland reduceret til en sidebane med langsomme tog. Der er adskillige forslag til en løsning af problemerne, som f.eks.
1. Give-løsningen. Jelling-Give omlægges til Jelling-Billund Lufthavn-Give.
2. Skibet-løsningen. Der køres mod vest ud af Vejle og Vejle-Jelling-Give bliver en lokalbane.
3. Omkobling Jelling/Gadbjerg løsningen. Billund-togene kobles sammen med Vejle-Struer togene i Jelling/Gadbjerg.
4. Dobbeltspor Vejle-Jelling løsningen. Dobbeltspor på Vejle-Jelling således at Vejle-Billund ikke krydser med Vejle-Struer.

Disse løsninger er blevet gennemregnet med køreplaner, rejsetider og prisoverslag.